# Dumarwana
Dumarwana (nep. डुमरवाना) – gaun wikas samiti w środkowej części Nepalu w strefie Narajani w dystrykcie Bara. Według nepalskiego spisu powszechnego z 2001 roku liczył on 3114 gospodarstw domowych i 17012 mieszkańców (8554 kobiet i 8458 mężczyzn).